# Óscar Romero
Óscar Arnulfo Romero Galdámez, conhecido como Santo Óscar Romero (Ciudad Barrios, San Miguel, 15 de agosto de 1917 — San Salvador, 24 de março de 1980) foi um sacerdote católico salvadorenho, quarto arcebispo metropolitano de San Salvador (1977-1980), capital de El Salvador.

## Biografia
Romero nasceu em Ciudad Barrios, um povoado onde se produzia café do Departamento de San Miguel, a 156 quilômetros de San Salvador, no dia 15 de agosto de 1917, numa família de origem humilde.
Em 1931 ingressou no Seminário Menor de San Miguel, onde ficou conhecido como 'O menino da flauta', por sua habilidade em utilizar uma flauta de bambu que herdou de seu pai.
Em 1937, ingressou no Seminário Maior San José de la Montaña, em San Salvador, e sete meses depois, viajou para estudar teologia em Roma, onde presenciou as calamidades da Segunda Guerra Mundial.
Em 4 de abril de 1942 foi ordenado padre.

## Bispo
Em 21 de junho de 1970 foi nomeado bispo auxiliar de San Salvador, e em 15 de outubro 1974, bispo de Santiago de María no Departamento de Usulután.

## Arcebispo
Em 3 de fevereiro de 1977 foi nomeado arcebispo de San Salvador. Escolhido como arcebispo por seu aparente conservadorismo.
Em março de 1977, ocorreu o assassinato de seu amigo, o padre Rutílio Grande, junto com dois camponeses. Esse incidente transformou Romero, que passou a denunciar as injustiças sociais por meio da rádio católica Ysax e do semanário Orientación. Por isso, chegou a ser conhecido como "A voz dos sem voz".
Por ter aderido aos ideais da não violência, chegou a ser comparado ao Mahatma Gandhi e a Martin Luther King. Óscar Romero denunciava, em suas homilias dominicais, as numerosas violações de direitos humanos em El Salvador e manifestou publicamente sua solidariedade com as vítimas da violência política, no contexto da Guerra Civil de El Salvador. Dentro da Igreja Católica, defendia a "opção preferencial pelos pobres".

## Relação com a Teologia da Libertação
Segundo Jesus Delgado, seu biógrafo e Postulador da sua Causa, Oscar Romero concordava com a visão católica da Teologia da Libertação e não com a visão marxista. "Um jornalista uma vez perguntou-lhe: “Concorda com a Teologia da Libertação?” E Romero respondeu: “Sim, claro. Contudo, há duas teologias da libertação. Uma vê a libertação como libertação material. A outra é de Paulo VI. Eu estou com Paulo VI". Delgado disse que Romero não leu os livros sobre Teologia da Libertação que recebeu, e que deu a prioridade mais baixa à Teologia da Libertação entre os tópicos que estudou.
Romero pregou que "A mais profunda revolução social é a reforma séria, sobrenatural, interior de um Cristão". Enfatizou também: "A libertação de Cristo e da Sua Igreja não é reduzida à dimensão de um puro projecto temporal. Não reduz os seus objectivos a uma perspectiva antropocêntrica: a um bem-estar material ou apenas a iniciativas de uma ordem política ou social, económica ou cultural. Muito menos pode ser uma libertação que apoia ou é apoiada pela violência".

## Morte

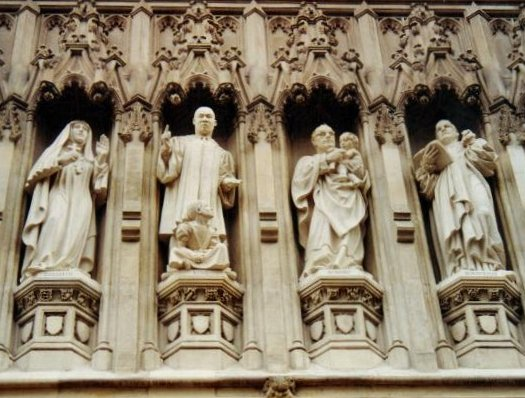
Na Galeria dos mártires do século XX da Abadia de Westminster: Madre Elisabeth da Rússia, o Rev. Martin Luther King, o Arcebispo Óscar Romero e o Pastor Dietrich Bonhoeffer.

Na homilia de 11 de novembro de 1977, Dom Romero afirmou: "A missão da Igreja é identificar-se com os pobres. Assim a Igreja encontra sua salvação". Na véspera de sua morte, fez um pronunciamento contundente a respeito da repressão em seu país: "Em nome de Deus e desse povo sofredor, cujos lamentos sobem ao céu todos os dias, peço-lhes, suplico-lhes, ordeno-lhes: cessem a repressão".
Óscar Romero foi assassinado enquanto celebrava a missa, em 24 de março 1980, por um atirador de elite do exército salvadorenho, treinado na Escola das Américas. Sua morte provocou uma onda de protestos em todo o mundo e pressões internacionais por reformas em El Salvador. Em 1992, uma investigação conduzida pela ONU concluiu que o autor intelectual do assassinato foi o político de direita e ex-oficial do exército Roberto D’Aubuisson.
Em 2010, a Assembleia Geral das Nações Unidas proclamou o dia 24 de março como o Dia Internacional pelo Direito à Verdade acerca das Graves Violações dos Direitos Humanos e à Dignidade das Vítimas em reconhecimento à atuação de Dom Romero em defesa dos direitos humanos.

## Beatificação e canonização
Em 1997 Romero foi declarado "Servo de Deus" pelo papa João Paulo II. Em fevereiro de 2015 o papa Francisco aprovou o decreto de beatificação do arcebispo salvadorenho, reconhecendo-o como mártir. A solenidade de beatificação foi realizada no dia 23 de maio de 2015 na capital salvadorenha e presidida pelo cardeal Angelo Amato, prefeito da Congregação para as Causas dos Santos. Estima-se que cerca de 300 mil pessoas estiveram presentes na cerimônia. Durante a cerimônia, Amato afirmou que a memória de Romero ainda estaria viva dando conforto aos pobres e marginalizados, e que Romero foi a luz do mundo e o sal da terra, pois seus perseguidores desapareceram e foram esquecidos, mas Romero continuaria a lançar luz sobre os pobres e marginalizados. 

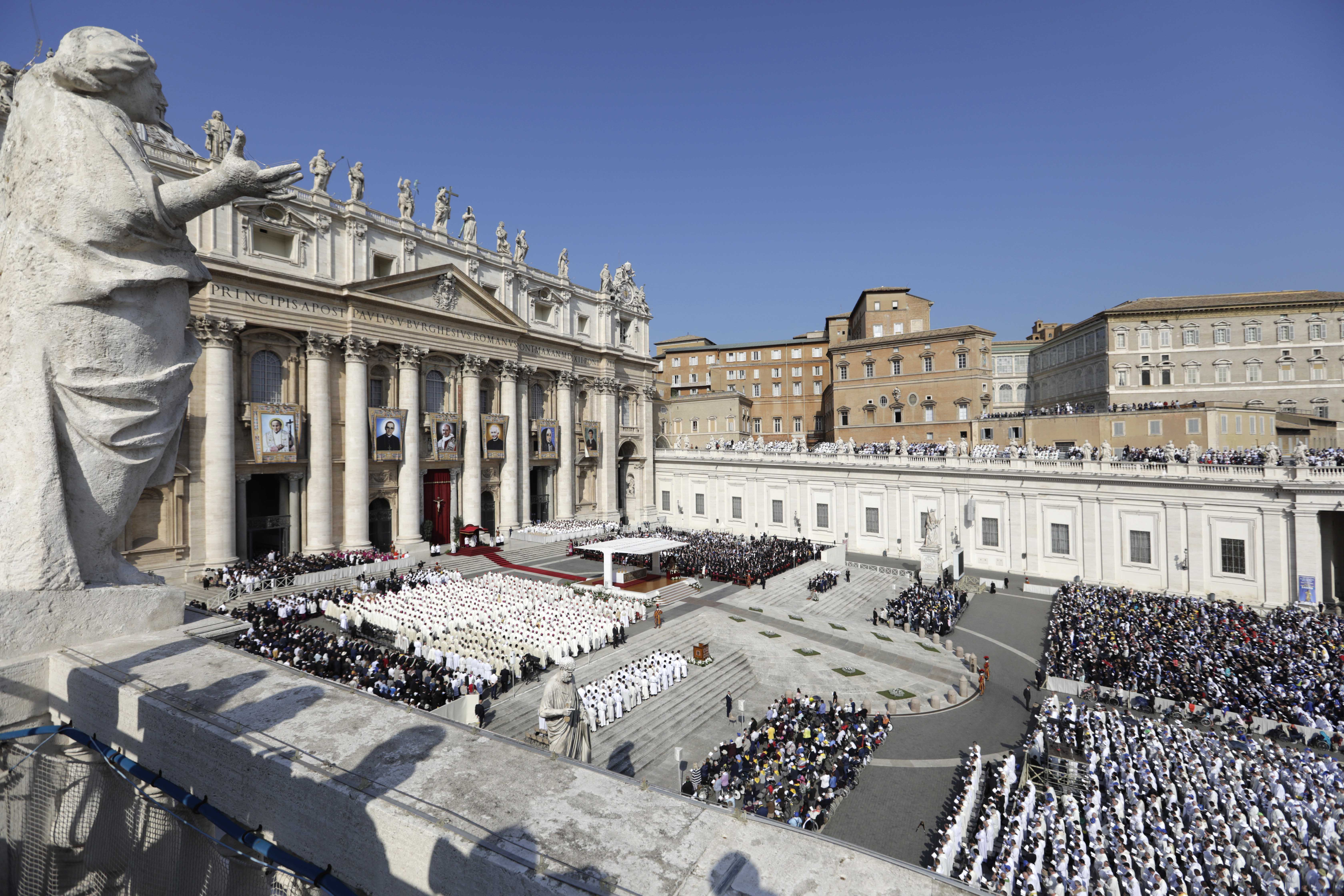
Celebração da Canonização realizada em 14 de outubro de 2018.

O papa Francisco enviou uma mensagem pessoal, lida no início da cerimônia, na qual afirmou que: "Em tempos de coexistência difícil, Romero soube como guiar, defender e proteger o seu rebanho. [...] Damos graças a Deus porque concedeu ao bispo mártir a capacidade de ver e ouvir o sofrimento de seu povo. [...] Quando se entende bem e se assume até as últimas consequências, a fé em Jesus Cristo cria comunidades artífices de paz e solidariedade". Romero foi canonizado pelo papa Francisco em 14 de outubro de 2018. A Igreja Luterana também participou da cerimônia, com a presença do bispo salvadorenho Medardo Gómez.
Óscar Romero é o primeiro salvadorenho a ser elevado aos altares, o primeiro arcebispo martirizado da América, o primeiro a ser declarado mártir depois do Concílio Vaticano II, e o primeiro santo nativo da América Central. Embora também São Pedro de Betancur tenha sido canonizado na cidade de Santiago de los Caballeros, na Guatemala por seu trabalho na região e portanto, também um santo centro-americano, era nascido em Tenerife, Espanha.

## Manifestações populares

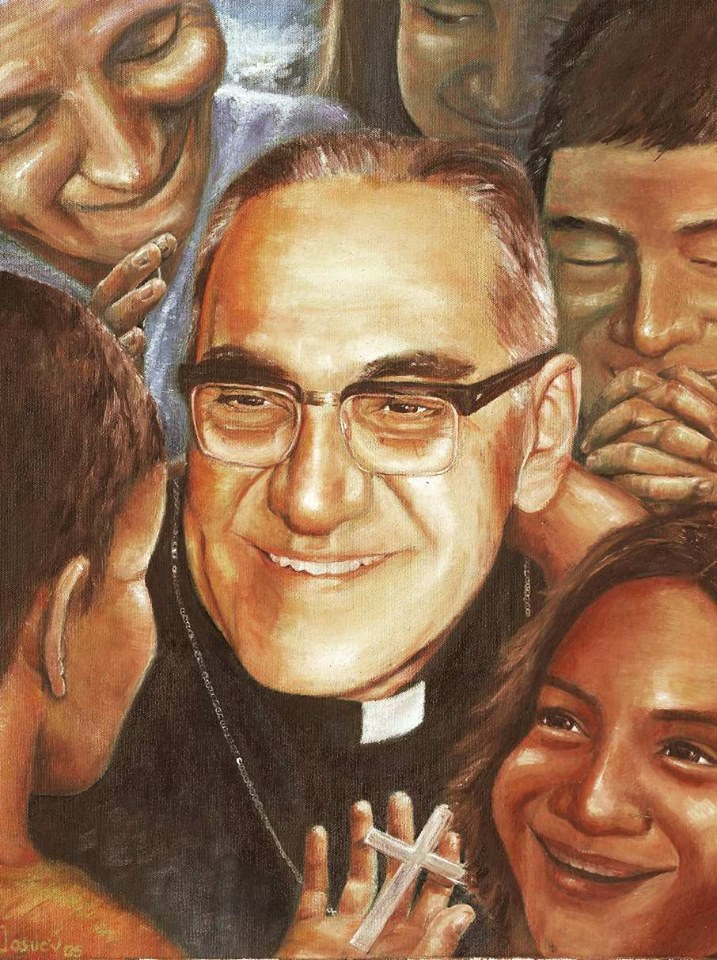
A maior obra do mundo dedicada a um santo, chamada "San Romero de América", mede 20mx15m e foi pintada pelo arquiteto e artista salvadorenho Josué Villalta.

Ao legado deixado por Romero, somam-se inúmeras manifestações culturais e artísticas do povo salvadorenho e pessoas de todo o mundo. Destaca-se a maior pintura do mundo feita a um santo, intitulada "San Romero de América", feita em 2005 pelo artista e arquiteto salvadorenho Josué Villalta, como fruto da devoção e agradecimento por seu envolvimento nas lutas populares.[carece de fontes?]